# パレスピア
パレスピア(英:Palace Pier)は、イギリスで生産、調教されていた競走馬である。
主な勝ち鞍は2020年セントジェームズパレスステークス、ジャックルマロワ賞、2021年ロッキンジステークス、クイーンアンステークス、ジャックルマロワ賞。

## 戦績

### 2歳(2019年)
8月30日サンダウン競馬場の未勝利戦でデビューし初勝利を収めると、続く9月18日のノービス戦を2着馬に4馬身半差つけて2連勝とする。

### 3歳(2020年)
6月6日ニューカッスル競馬場のハンデキャップ競走でシーズン初戦を勝利で飾ると、6月20日のセントジェームズパレスステークスでは後方追走から脚を伸ばすと最後はピナトゥボに1馬身差をつけデビュー4連勝でG1初制覇となった。8月16日に行われたジャックルマロワ賞では殿追走からレース中盤で一気に進出し先頭に躍り出ると、最後は当年のコロネーションステークス勝ち馬アルパインスターに3/4馬身差つけてG1競走2連勝を挙げた。10月17日、クイーンエリザベス2世ステークスに出走して3着となり、デビュー6戦目で初黒星を喫した。

### 4歳(2021年)
4月23日サンダウン競馬場のベット365マイル（G2）で復帰しシーズン初戦を勝利で飾ると、5月15日のロッキンジステークスと6月15日のクイーンアンステークスを優勝する。連覇がかかったジャックルマロワ賞では後方追走から鋭く脚を伸ばして先頭に躍り出ると最後はポエティックフレアの追撃をクビ差で退け連覇を達成するとともにG1レース5勝目をマークした。引退レースとなったクイーンエリザベス2世ステークスでは道中4番手追走から残り2ハロンでバーイードとともに抜け出して一騎打ちとなるもクビ差の2着に敗れた。

## 引退後
現役引退後の2022年よりイギリスのダルハムホールスタッドで種牡馬入りした。
同年よりオーストラリアでもシャトル種牡馬として供用される。

## 競走成績
| 出走日     | 競馬場         | 競走名                  | 格 | 距離          | 着順 | 騎手         | 1着（2着）馬         |
| ---------- | -------------- | ----------------------- | -- | ------------- | ---- | ------------ | -------------------- |
| 2019.08.30 | サンダウン     | 未勝利                  |    | 芝1400m（良） | 1着  | L.デット－リ | （Mascat）           |
| 2019.09.18 | サンダウン     | 条件戦                  |    | 芝1400m（良） | 1着  | L.デット－リ | （Mars Landing）     |
| 2020.06.06 | ニューカッスル | ハンデ戦                |    | AW1600m（良） | 1着  | R.ハヴリン   | （Acquitted）        |
| 2020.06.20 | アスコット     | セントジェームズパレスS | G1 | 芝1590m（良） | 1着  | L.デット－リ | （Pinatubo）         |
| 2020.08.16 | ドーヴィル     | ジャックルマロワ賞      | G1 | 芝1600m（重） | 1着  | L.デット－リ | （Alpine Star）      |
| 2020.10.17 | アスコット     | クイーンエリザベス2世S  | G1 | 芝1600m（重） | 3着  | L.デット－リ | The Revenant         |
| 2021.04.23 | サンダウン     | ベット365マイル         | G2 | 芝1600m（良） | 1着  | L.デット－リ | （Bless Him）        |
| 2021.05.15 | ニューベリー   | ロッキンジS             | G1 | 芝1600m（稍） | 1着  | L.デット－リ | （Lady Bowthorpe）   |
| 2021.06.15 | アスコット     | クイーンアンS           | G1 | 芝1600m（良） | 1着  | L.デット－リ | （Lope Y Fernandez） |
| 2021.08.15 | ドーヴィル     | ジャックルマロワ賞      | G1 | 芝1600m（良） | 1着  | L.デット－リ | （Poetic Flare）     |
| 2021.10.16 | アスコット     | クイーンエリザベス2世S  | G1 | 芝1600m（良） | 2着  | L.デット－リ | Baaeed               |

- 出典：[8][9]

## 血統表
| パレスピアの血統          | パレスピアの血統                        | パレスピアの血統                        | （血統表の出典）                        | （血統表の出典） |
| 父系                      | ダンジグ系                              | ダンジグ系                              | ダンジグ系                              | [ § 2 ]          |
| 父 Kingman 2011 鹿毛      | 父の父Invincible Spirit 1997 鹿毛       | Green Desert                            | Danzig                                  | Danzig           |
| 父 Kingman 2011 鹿毛      | 父の父Invincible Spirit 1997 鹿毛       | Green Desert                            | Foreign Courier                         |                  |
| 父 Kingman 2011 鹿毛      | 父の父Invincible Spirit 1997 鹿毛       | Rafha                                   | Kris                                    | Kris             |
| 父 Kingman 2011 鹿毛      | 父の父Invincible Spirit 1997 鹿毛       | Rafha                                   | Eljazzi                                 |                  |
| 父 Kingman 2011 鹿毛      | 父の母Zenda 1999 鹿毛                   | Zamindar                                | Gone West                               | Gone West        |
| 父 Kingman 2011 鹿毛      | 父の母Zenda 1999 鹿毛                   | Zamindar                                | Zaizafon                                |                  |
| 父 Kingman 2011 鹿毛      | 父の母Zenda 1999 鹿毛                   | Hope                                    | Dancing Brave                           | Dancing Brave    |
| 父 Kingman 2011 鹿毛      | 父の母Zenda 1999 鹿毛                   | Hope                                    | Bahamian                                |                  |
| 母 Beach Frolic 2011 栗毛 | 母の父Nayef 1998 鹿毛                   | Gulch                                   | Mr Prospector                           | Mr Prospector    |
| 母 Beach Frolic 2011 栗毛 | 母の父Nayef 1998 鹿毛                   | Gulch                                   | Jameela                                 |                  |
| 母 Beach Frolic 2011 栗毛 | 母の父Nayef 1998 鹿毛                   | Height of Fashion                       | Bustino                                 | Bustino          |
| 母 Beach Frolic 2011 栗毛 | 母の父Nayef 1998 鹿毛                   | Height of Fashion                       | Highclere                               |                  |
| 母 Beach Frolic 2011 栗毛 | 母の母Night Frolic 2001 鹿毛            | Night Shift                             | Northern Dancer                         | Northern Dancer  |
| 母 Beach Frolic 2011 栗毛 | 母の母Night Frolic 2001 鹿毛            | Night Shift                             | Ciboulette                              |                  |
| 母 Beach Frolic 2011 栗毛 | 母の母Night Frolic 2001 鹿毛            | Miss d'Ouilly                           | Bikala                                  | Bikala           |
| 母 Beach Frolic 2011 栗毛 | 母の母Night Frolic 2001 鹿毛            | Miss d'Ouilly                           | Miss Satin                              |                  |
| 母系(F-No.)               | 4号族(FN:4-n)                           | 4号族(FN:4-n)                           | 4号族(FN:4-n)                           | [ § 3 ]          |
| 5代内の近親交配           | Northern Dancer 5×4、Mr. Prospector 5×4 | Northern Dancer 5×4、Mr. Prospector 5×4 | Northern Dancer 5×4、Mr. Prospector 5×4 | [ § 4 ]          |
| 出典                      | 1. 2. 3. 4.                             | 1. 2. 3. 4.                             | 1. 2. 3. 4.                             | 1. 2. 3. 4.      |